# Ліч (Оклахома)
Ліч (англ. Leach) — переписна місцевість (CDP) в США, в окрузі Делавер штату Оклахома. Населення — 249 осіб (2020).

## Географія
Ліч розташований за координатами 36°11′52″ пн. ш. 94°54′35″ зх. д. / 36.19778° пн. ш. 94.90972° зх. д. (36.197851, -94.909861).  За даними Бюро перепису населення США в 2010 році переписна місцевість мала площу 14,90 км², уся площа — суходіл.

## Демографія
Згідно з переписом 2010 року, у переписній місцевості мешкало 237 осіб у 88 домогосподарствах у складі 65 родин. Густота населення становила 16 осіб/км².  Було 99 помешкань (7/км²).
Расовий склад населення:
| - 44,7 % — корінних американців - 37,6 % — білих - 3,0 % — осіб інших рас |

До двох чи більше рас належало 14,8 %. Частка іспаномовних становила 5,1 % від усіх жителів.
За віковим діапазоном населення розподілялося таким чином: 31,6 % — особи молодші 18 років, 60,0 % — особи у віці 18—64 років, 8,4 % — особи у віці 65 років та старші. Медіана віку мешканця становила 33,2 року. На 100 осіб жіночої статі у переписній місцевості припадало 106,1 чоловіків;  на 100 жінок у віці від 18 років та старших — 102,5 чоловіків також старших 18 років.
Середній дохід на одне домашнє господарство  становив 53 754 долари США (медіана — 54 583), а середній дохід на одну сім'ю — 55 047 доларів (медіана — 58 750). За межею бідності перебувало 16,0 % осіб, у тому числі 16,7 % дітей у віці до 18 років та 4,8 % осіб у віці 65 років та старших.
Цивільне працевлаштоване населення становило 101 осіб. Основні галузі зайнятості: освіта, охорона здоров'я та соціальна допомога — 33,7 %, транспорт — 12,9 %, будівництво — 12,9 %.